# SNC (Québec)
Pour les articles homonymes, voir SNC.
La société SNC (pour Surveyer, Nenniger et Chênevert) était une société québécoise fondée en 1911 œuvrant dans le génie civil et l'énergie.

## Histoire
Arthur Surveyer, un ingénieur québécois, fonde en 1911 à Montréal un petit bureau d'ingénieur-conseil, qui œuvre dans le domaine du génie civil et de l'énergie. Plus tard, les activités de la firme se diversifient, notamment dans le secteur industriel.
En 1937, son fondateur s'associe à deux autres ingénieurs, Emil Nenniger et Georges Chênevert. En 1947, l'entreprise est rebaptisée Surveyer, Nenniger et Chênevert inc., puis elle devient SNC inc. en 1975. Elle est alors une des plus importantes firmes d'ingénierie canadienne.
Au début des années 1960, Surveyer, Nenniger et Chênevert conçoit le barrage Daniel-Johnson, sur la rivière Manicouagan, dans le nord du Québec. Ce barrage, aussi haut que la Place Ville-Marie, est toujours aujourd'hui le plus grand barrage à voûtes multiples au monde. La réussite de ce projet permet à la firme d'obtenir des contrats à l'échelle internationale, dont l'important barrage d'Idukki en Inde. Pour maintenir son expansion pendant les années 1970, la firme offre ses services en gestion de projets, réalisation de projets clés en main et financement de projets. Cette formule lui permettra d'obtenir maints contrats sur la scène internationale. En 1982, l'entreprise raccourcit son nom pour Le groupe SNC.
En 1986, elle procède à une première émission d'actions en bourse. Vers la fin des années 1980, à la suite de l'acquisition des Arsenaux Canadiens, elle vit un grave problème de gestion. Guy St-Pierre, membre du conseil d'administration, prendra la barre du navire et le ramènera en des eaux plus sûres. En 1991, elle achète Lavalin alors en faillite, formant ainsi la plus grosse firme d'ingénierie du Canada : SNC-Lavalin.
Le fonds d'archives d'Arthur Surveyer est conservé au centre d'archives de Montréal de Bibliothèque et Archives nationales du Québec.